# Sandträsk sanatorium

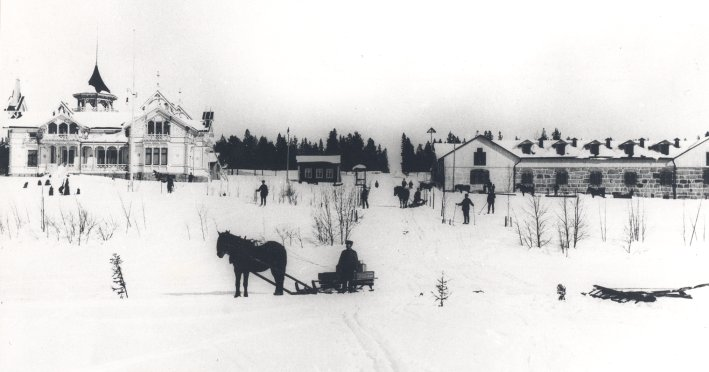
Carl Otto Bergmans jordbruk i Sandträsk (1901).

Sandträsk sanatorium var ett sanatorium (1931−1964 Norrbottens läns centralsanatorium) i Sandträskgården på andra sidan sjön Sandträsket från byn Sandträsk i Edefors socken i Norrbottens län.
Den 18 april 1887 köpte överste Carl Otto Bergman en egendom i Sandträsk och anlade ett jordbruk med en ståtlig herrgårdsbyggnad enligt Carl Östermans ritningar. Som mest hade Bergman 80 fjällkor och 14 hästar på gården.
Efter Bergmans död köpte landstinget egendomen 1908 för att använda den som sanatorium, vilket invigdes den 14 september 1913. Detta sanatorium hade plats för 88 patienter, vilka framför allt vårdades i en nybyggd byggnad som kallades stora paviljongen eller Torpet. Sanatoriet bedömdes vara för litet och uppfyllde inte landstingets krav, och 1927 fattades ett beslut om anläggandet av ett centralsanatorium i Sandträsk. Det moderna Norrbottens läns centralsanatorium stod färdigt 1931 (arkitekt: Gustaf Birch-Lindgren) och hade 345 vårdplatser. Dessutom fanns under andra världskriget en så kallad E-paviljong med 44 platser för flyktingar. Sanatoriet hade 389 platser på 1950-talet. Sanatorieverksamheten upphörde 1964 och dess verksamhet överfördes till länssjukhuset i Boden.
Byggnaden blev då ett vårdhem för utvecklingsstörda fram till och med hösten 1982. Två år senare öppnades ett rehabiliteringscenter med 33 platser. Denna verksamhet flyttades till Boden våren 2003 och sanatoriebyggnaden såldes till privata intressenter, med den norske finansmannen Ivar Davidsen som finansiär. När den utlovade finansieringen uteblev köptes fastigheten av ett företag ägt av Stefan Mårtensson. Nuvarande ägare är Gurkirpal Singh, som via sitt bolag Indus AS köpte fastigheten 2008 av konkursförvaltaren.
Del 2 i säsong 2 (2009) av SVT-serien Hemliga svenska rum handlade om sanatoriet i Sandträsk.